# Día de las bromas de abril
El Día de las bromas de abril (en inglés: April Fools' Day), más conocido en el mundo hispanohablante por su equivalente Día de los Inocentes, es una costumbre anual que se celebra el 1 de abril y que consiste en gastar bromas pesadas y engaños. Los medios de comunicación pueden participar en estas bromas, que pueden revelarse como tales al día siguiente. La costumbre de reservar un día para gastar bromas inofensivas al prójimo ha sido relativamente común en el mundo a lo largo de la historia. En España y Latinoamérica, este día se celebra el 28 de diciembre.

## Orígenes
Aunque se desconoce el origen del Día de los Inocentes, son muchas las teorías que lo rodean.

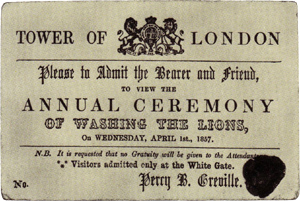
Una entrada de 1857 para «lavar a los leones» en la Torre de Londres. Nunca se celebró tal evento.

Una controvertida asociación entre el 1 de abril y la insensatez aparece en Los cuentos de Canterbury (1392), de Geoffrey Chaucer. En el «Cuento del cura de la monja», el vanidoso gallo Chauntecleer es engañado por un zorro  «Desde que empezó marzo treinta días y dos», es decir, 32 días desde que empezó marzo, que es el 1 de abril. Sin embargo, no está claro que Chaucer se refiriera al 1 de abril, ya que el texto del «Cuento del cura de la monja» también afirma que la historia tiene lugar el día en que el sol está «en el signo de Tauro tenía y-rune Veinte grados y uno», que no sería el 1 de abril. Los eruditos modernos creen que hay un error de copia en los manuscritos existentes y que Chaucer escribió en realidad «Syn March was gon». De ser así, el pasaje habría significado originalmente 32 días después de marzo, es decir, el 2 de mayo, aniversario del compromiso del rey Ricardo II de Inglaterra con Ana de Bohemia, que tuvo lugar en 1381.
En 1508, el poeta francés Eloy d'Amerval se refirió a un poisson d'avril (tonto de abril, literalmente «pez de abril»), posiblemente la primera referencia a la celebración en Francia. Algunos historiadores sugieren que el Día de los Inocentes se originó porque, en la Edad Media, el Año Nuevo se celebraba el 25 de marzo en la mayoría de las ciudades europeas, con una festividad que en algunas zonas de Francia, concretamente, terminaba el 1 de abril, y quienes celebraban la Nochevieja el 1 de enero se burlaban de quienes lo celebraban en otras fechas con la invención del Día de los Inocentes. El uso del 1 de enero como día de Año Nuevo no se generalizó en Francia hasta mediados del siglo XVI, y esa fecha no se adoptó oficialmente hasta 1564, mediante el Edicto de Roussillon, tal y como se pidió en el Concilio de Trento de 1563. Sin embargo, esta teoría plantea problemas, ya que existe una referencia inequívoca al Día de los Inocentes en un poema de 1561 del poeta flamenco Eduard de Dene sobre un noble que envió a su criado a hacer recados absurdos el 1 de abril, antes del cambio. El Día de los Inocentes también era una tradición arraigada en Gran Bretaña antes de que se estableciera el 1 de enero como inicio del año civil.

## Día de los Santos Inocentes
El 28 de diciembre, día equivalente en España e Hispanoamérica, es también la celebración cristiana del Día de los Santos Inocentes. La celebración cristiana es una fiesta religiosa por derecho propio, pero la tradición de las bromas no lo es, aunque esta última se observa anualmente. En algunas regiones de Hispanoamérica, tras una travesura se grita: «Inocente palomita que te dejaste engañar».

## Bromas
Personas que hacen bromas el Día de los Inocentes Bromas elaboradas aparecen en estaciones de radio y televisión periódicos y sitios web y las llevan a cabo grandes empresas que cuentan sobre bromas y son creativas al realizarlas.Bromas famosas En 1957, la BBC lanzó una película de su serie de actualidad Panorama que mostraba a los agricultores suizos recogiendo espaguetis frescos en lo que llamaron la Cosecha Suiza de Espaguetis Y así comenzaron las bromas que recibieron el nombre del Día de los Inocentes.Al día siguiente una película falsa comenzó a emitirse en las noticias. En Suecia la famosa broma del Día de los Inocentes tuvo lugar el 1 de abril de 1962، El presentador de noticias Kjell Stenson dijo a los espectadores que podían actualizar sus televisores y que había muchos trucos divertidos.